# Vicq-d’Auribat
Vicq-d’Auribat – miejscowość i gmina we Francji, w regionie Nowa Akwitania, w departamencie Landy.
Według danych na rok 1990 gminę zamieszkiwało 190 osób, a gęstość zaludnienia wynosiła 45 osób/km² (wśród 2290 gmin Akwitanii Vicq-d’Auribat plasuje się na 987. miejscu pod względem liczby ludności, natomiast pod względem powierzchni na miejscu 1472.).